# Thor Fossum
Pour les articles homonymes, voir Fossum.
Thor Fossum, né le 29 juin 1916 à Bærum et mort le 21 août 1993, est un homme politique norvégien du parti travailliste. 

## Biographie
Thor Fossum naît le 29 juin 1916 à Bærum. 
Il est élu au Parlement norvégien pour Akershus en 1961 et est réélu une fois.